# Anonychomyrma
Anonychomyrma és un gènere de formigues que pertany a la subfamília dels dolicoderins Dolichoderinae.

## Espècies
Se n'han descrit diverses espècies:
- A. anguliceps
- A. angusta
- A. arcadia
- A. biconvexa
- A. constricta
- A. dimorpha

- A. extensa
- A. fornicata
- A. froggatti
- A. gigantea
- A. gilberti
- A. glabrata
- A. incisa
- A. itinerans
- A. longicapitata
- A. longiceps
- A. malandana
- A. minuta
- A. murina
- A. myrmex
- A. nitidiceps
- A. polita
- A. procidua
- A. purpurescens
- A. samlandica
- A. scrutator
- A. sellata
- A. tigris